# Великоглібовицька ЗОШ I-III ступенів ім. Ю. Головінського
Великоглібовицька ЗОШ І-ІІІ ступенів ім. Ю. Головінського — загальноосвітня школа на базі 11 класів, яка охоплює три села: Великі Глібовичі, Волощину та Підмонастир. На даний момент у школі навчаються приблизно 250 — 300 учнів, працюють близько 30 учителів.

## Історія школи
Великоглібовицьку ЗОШ було засновано наприкінці XVII століття. Оскільки село Великі Глібовичі протягається на 15 км, то учням було важко добиратися до школи, тому її розбили на дві: однокласну польську та двокласну польсько-українську. У класах навчалася велика кількість учнів і це було проблемою.
Проте, у 1930 році проблему вдалося частково виправити: школи розширили — однокласна стала двокласною, а двокласна — трикласною, крім того, обидві школи стали двомовними. У часи Радянського Союзу було утворено дві школи на базі попередніх. Перша стала семикласною, а друга восьмикласною, проте обидві школи працювали у дві зміни та містилися у різних корпусах, що створювало незручності.

## Сучасна школа

### Заснування
У 1980-х роках почалося будівництво нового приміщення школи, яку було відкрито 1988 року та функціонує по сьогоднішній день. Проектна потужність — 320 учнів. При цьому змінився статус навчального закладу — загальноосвітня середня школа. У Великоглібовицькій ЗОШ І — ІІІ ступенів навчаються учні з сіл — Суходіл, Підмонастир, Вільховець, Лани, Сірники. Розташована школа на відстані 30 кілометрів від районного центру.

### Педагогічний колектив
У 2015-2016 навчальному році у Великоглібовицькій ЗОШ навчалося 239 учнів. Функціонували 11 класів. Навчально-виховний процес у школі забезпечували 30 учителів.

### Організація роботи та мета школи

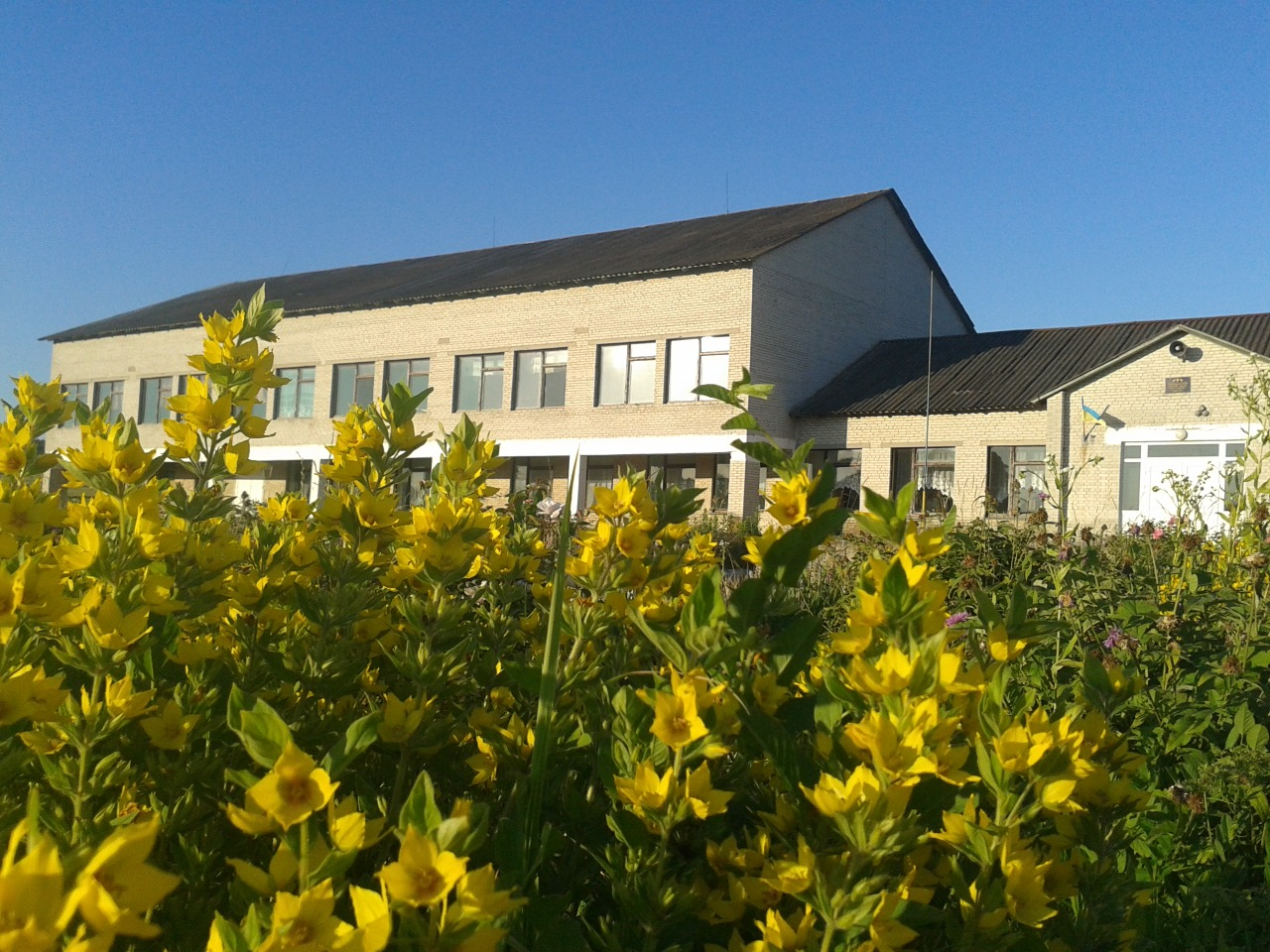

Методична робота у Великоглібовицькій ЗОШ спрямована на реалізацію проблеми школи «Проектна діяльність як інструмент нових зміну процесі навчання». На базі навчального закладу діє локальний освітній округ та методичний центр, до якого входять учителі — предметники з усіх сусідніх шкіл. Кожне методичне об'єднання розробило і зібрало відповідні матеріали, завдання для тематичного контролю, методичні розробки і системи уроків, завдання для роботи з обдарованими дітьми. Здійснення виховної роботи забезпечують класні керівники, психолог, соціолог та заступник директора школи з патріотичного виховання, педагог — організатор у межах своїх посадових обов’язків. Основними формами виховної роботи є виховні години, бесіди, політінформування, індивідуальна робота з учнями, масові загальношкільні виховні заходи, робота з батьками. До проведення масштабних виховних акцій залучалися представники громадськості, церкви, правоохоронних органів, медичних установ тощо. На сьогодні школа працює відповідно до потреб та запитів громади щодо доступної якісної освіти, яка забезпечує повноцінний розвиток кожної дитини і її успішну інтеграцію в українське суспільство та європейську спільноту.

### Перейменування
У 2016-2017 роках школі присвоїли ім'я діяча УВО, ОУН, сотника Української Галицької Армії Юліана Головінського, який похований на місцевому «старому» цвинтарі. Дискусія щодо присвоєння школі такого імені тривала досить довго. У той час коли сусідній школі у місті Бібрці присвоїли ім'я Уляни Кравченко, Великоглібовицькій ЗОШ не забажали надати імені сотника, через неоднозначність його особи. Проте спільними зусилями учителів, громади та родичів Головінського, школа все ж отримала нову назву.